# Licer
San Licer es el patrón (santo) de la villa aragonesa de Zuera. Se cree que es de procendencia transpirenaica (francesa). Se celebra el 26 de agosto.